# Такеучі Такаші
Такаші Такеучі (яп. 武内 崇, Такеучі Такаші; нар. 28 серпня 1973, Японія) — японський художник, ілюстратор та дизайнер персонажів. Найбільш відомий як співзасновник компанії Type-Moon, яка спеціалізується на створенні візуальних новел та аніме. Він здобув популярність завдяки своїм ілюстраціям до візуальних новел Tsukihime та Fate/stay night, які були згодом адаптовані у формі аніме-серіалів та манґи.
Такеучі часто співпрацює з геймдизайнером Кіноко Насу, з яким разом створив основні проєкти Type-Moon. У 2008 році вони написали спеціальний сценарій до візуальної новели 428: Shibuya Scramble (Sega/Chunsoft) для консолі Wii. Згодом на основі цього сценарію було створено аніме-продовження під назвою Canaan.
Справжнє ім'я — Томотака Такеучі (яп. 竹内 友崇).

## Біографія

### Манґака
Такаші Такеучі спочатку мав намір стати манґакою. У 1996 році його манґа F отримала почесну нагороду на третьому конкурсі Enix 21st Century Manga Grand Prize. Взимку 1997 року його короткий комікс Yuusha-bu tadaima katsudouchuu!! (яп. 勇者部ただいま活動中！！) був опублікований у журналі Monthly Gangan Wing (1996–2009), однак автору не вдалося започаткувати постійний серіал.

### Робота у відеоігровій індустрії
Такеучі працював художником комп’ютерної графіки у компанії-розробнику відеоігор Compile, але залишив компанію у 1998 році після її реструктуризації. Згодом, за рекомендацією колишнього колеги, він приєднався до компанії Eighting, де працював художником комп'ютерної графіки у проєктах жанру файтинг і шутер.

### Додзін-гурток та створення TYPE-MOON
У 1998 році Такеучі разом з другом дитинства, сценаристом Кіноко Насу, заснував додзін-гурток Takebouki. Згодом до колективу приєдналися колишній колега Такеучі, програміст із Compile на ім’я Kiyobee (清兵衛), а також композитор Кейта Хаґа (芳賀 敬太). Згодом гурток перетворився на відомий бренд TYPE-MOON.
Під час розробки першої гри гуртка, Tsukihime, до команди долучився OKSG — адміністратор вебсайту, з яким Такеучі познайомився на домашній сторінці Takebouki. На той час Такеучі поєднував основну роботу з нічною працею над грою, працюючи над графікою до 4-ї ранку. За сім місяців він створив близько 400 ілюстрацій для проєкту. Під час розробки Tsukihime він мешкав у районі Ота (Токіо).

### Заснування компанії
У 2004 році Такеучі заснував компанії Notes та TYPE-MOON, останню зробивши основним брендом для публікації ігор. Він обіймає посаду представника компанії та бере активну участь у творчих процесах.

## Характеристики

### Фетиш покоївок та «обличчя Сейбер»
Такаші Такеучі відомий своєю прихильністю до образу покоївок, що відображено у дизайні персонажів його творів, зокрема в Tsukihime та Fate/stay night. У додзiнсі Tsukihime Dokuhon персонаж покоївки Хісуї описується як майже повністю побудований на особистих уподобаннях Такеучі.
Особливу симпатію автор відчуває до персонажа Сейбер з Fate/stay night, і пізніше він створив низку героїв, які мають схожий зовнішній вигляд. Така схожість у дизайні персонажів отримала неофіційну назву «обличчя Сейбер» (англ. Saber face) серед шанувальників.

### Автопортрет і псевдонім
У внутрішніх матеріалах TYPE-MOON Такаші Такеучі часто зображує себе у вигляді карикатурної фігури, одягненої в самуе, яка зазвичай тримає сигарету. Це зображення іноді з’являється як камео, наприклад, у грі Melty Blood при виборі персонажа Меха-Хісуї — як жартівливе посилання на його прихильність до цього образу.
У колі TYPE-MOON та на заходах додзінсі його часто називають прізвиськом «Таке-чан» (яп. 武ちゃん), що є зменшувально-пестливою формою його імені з додаванням почесного суфікса "-чан". Серед шанувальників також поширене звертання «шачо» (яп. 社長), що означає «директор» або «президент компанії».